# Bracia krwi
Bloodbrothers (tłum. Bracia krwi) − amerykański film obyczajowy z 1978 roku na podstawie powieści Richarda Price’a.

## Obsada
- Paul Sorvino jako Louis Chubby De Coco
- Tony Lo Bianco jako Tommy De Coco
- Richard Gere jako Thomas Stony De Coco
- Lelia Goldoni jako Maria De Coco
- Yvonne Wilder jako Phyllis De Coco
- Kenneth McMillan jako Banion
- Floyd Levine jako dr Harris
- Marilu Henner jako Annette

## Nagrody i nominacje
Oscary za rok 1978
- Najlepszy scenariusz adaptowany - Walter Newman (nominacja)